# فتح‌آباد (کاشان)
فتح‌آباد، روستایی از توابع بخش مرکزی شهرستان کاشان در استان اصفهان ایران است

## جمعیت
این روستا در دهستان کوهپایه قرار دارد و براساس سرشماری مرکز آمار ایران در سال ۱۳۸۵، جمعیت آن ۱۵۹ نفر (۴۴خانوار) بوده‌است.